# Zaniklý dub u Dobřenic

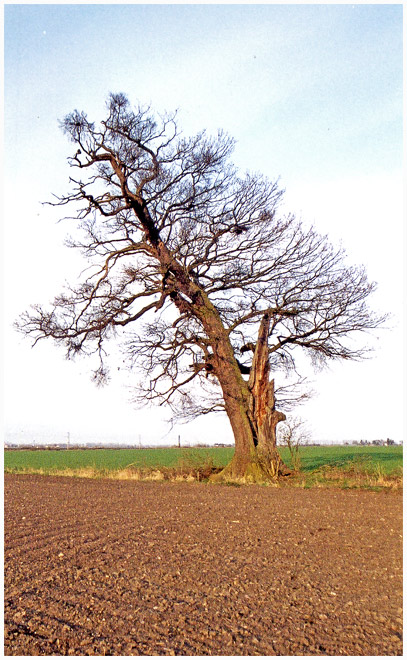
Dub u Dobřenic

Dub u Dobřenic byl mohutný strom nalézající se v polích asi 1 km západně pod obcí Dobřenice v okrese Hradec Králové.
V červnu roku 2002 byl vyvrácen při vichřici.